# Pinzette

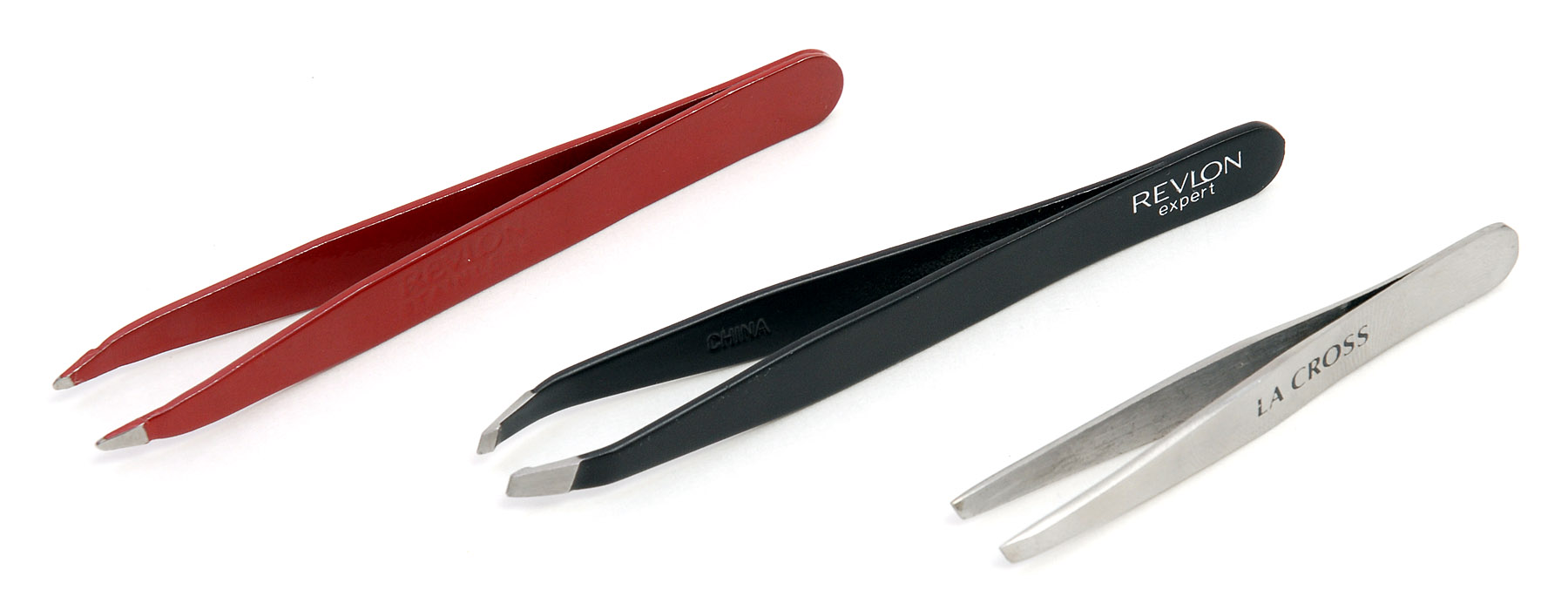
Pinzette di vari colori e dimensioni

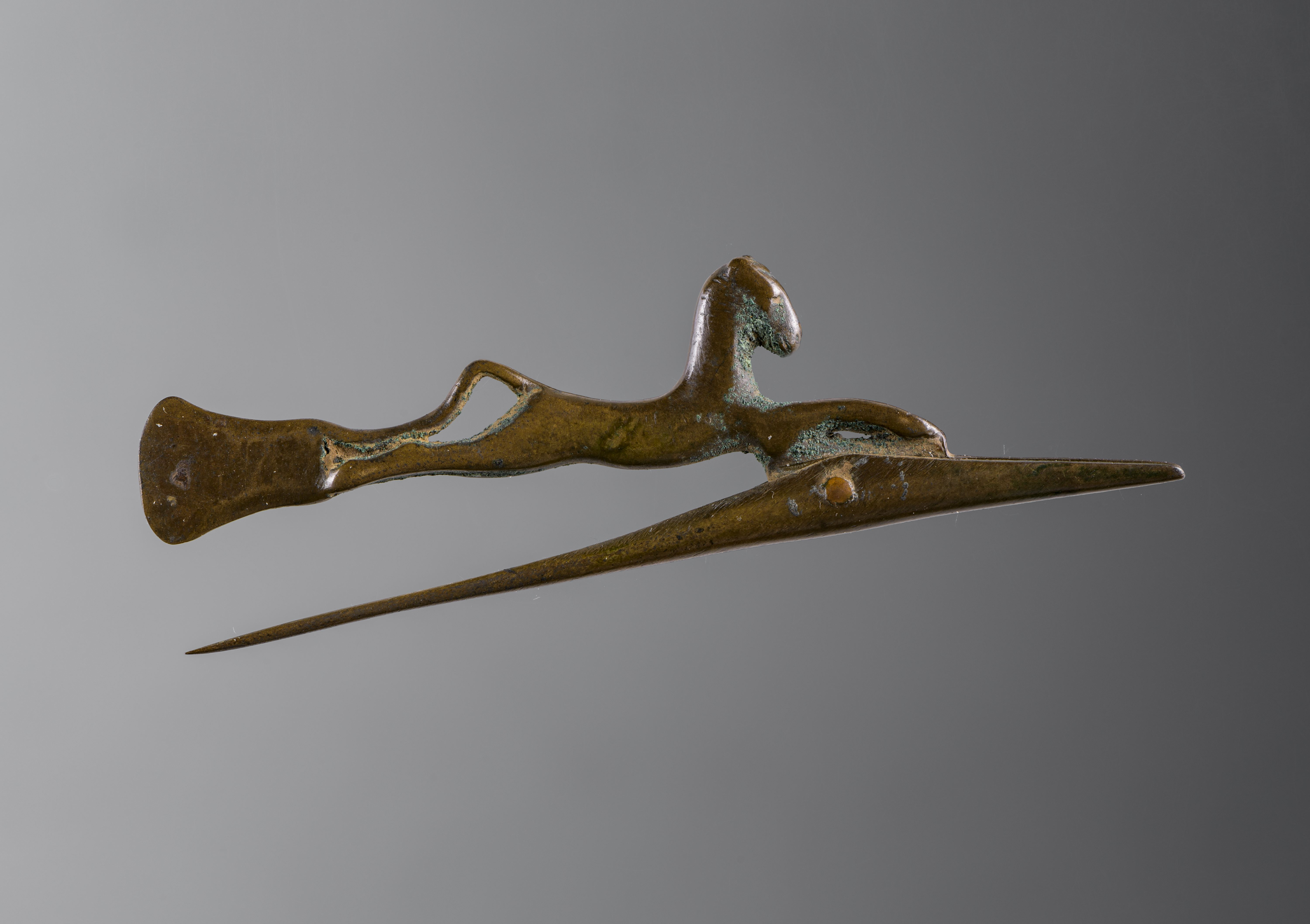
Pinzetta o arricciacapelli zoomorfa in bronzo, ritrovata nella tomba di Kha e Merit, tra il 1425 e il 1353 a.C. Museo Egizio, Torino.

Le pinzette sono strumenti utilizzati per la presa di oggetti troppo piccoli per essere facilmente gestiti con le mani umane. Probabilmente sono derivati da tenaglia, pinza e forbici, strumenti atti ad afferrare o tenere oggetti.
Le pinzette fanno uso di due leve di terzo genere collegate ad un'estremità fissa (punto di fulcro di ciascuna leva).
Alcuni tipi particolari di pinzette sono:
- Pinzetta ottica (usata in ambito scientifico), sfrutta un impulso laser;
- Pinzetta magnetica (usata in ambito scientifico);
- Pinzetta elettronica (usata anche per la depilazione);
- Pinzette molecolari.